# Prueba HKA
La prueba HKA , que lleva el nombre de Richard R. Hudson , Martin Kreitman y Montserrat Aguadé , es una prueba estadística utilizada en genética para evaluar las predicciones de la teoría neutra de la evolución molecular . Al comparar el polimorfismo dentro de cada especie y la divergencia observada entre dos especies en dos o más loci, la prueba puede determinar si la diferencia observada se debe probablemente a una evolución neutra o más bien a una evolución adaptativa. Desarrollada en 1987, la prueba HKA es un precursor de la prueba McDonald-Kreitman , que se derivó en 1991. La prueba HKA se utiliza mejor para buscar selección de equilibrio , barridos selectivos recientes u otras fuerzas reductoras de variación.

## Evolución neutral
La teoría neutralista de la evolución molecular, propuesta por primera vez por Kimura en un artículo en la revista Nature de 1968, y luego completamente definida y publicada en 1983, es la base de muchas pruebas estadísticas que detectan la selección a nivel molecular. Kimura señaló que había una tasa de mutación demasiado alta dentro del genoma (es decir, alto polimorfismo) para estar estrictamente bajo evolución direccional. Además, las regiones funcionalmente menos importantes del genoma evolucionan a un ritmo más rápido. Luego, Kimura postuló que la mayoría de las modificaciones del genoma son neutrales o casi neutrales, y evolucionan por deriva genética aleatoria. Por lo tanto, bajo el modelo neutral, el polimorfismo dentro de una especie y la divergencia entre especies relacionadas en sitios homólogos estarán altamente correlacionados. La teoría de la evolución neutral se ha convertido en el modelo nulo en el que se basan las pruebas de selección, y la divergencia de este modelo puede explicarse por la evolución direccional o selectiva.

## Fórmulas
La tasa de mutación dentro de una población se puede estimar usando la fórmula del estimador de Watterson: θ = 4Ν e μ, donde Ν e es el tamaño efectivo de la población y μ es la tasa de mutación (expresado como sustituciones por sitio por unidad de tiempo). Hudson y col. propuso aplicar estas variables a una prueba de bondad de ajuste de chi-cuadrado.
El estadístico de prueba propuesto por Hudson et al., Χ 2 , es:
{\displaystyle X^{2}={\frac {\sum _{i=1}^{L}(S_{i}^{A}-{\widehat {E}}(S_{i}^{A}))^{2}}{{\widehat {V}}ar(S_{i}^{A})}}}
Esto establece que, para cada locus ( L ) (para el cual debe haber al menos dos) la suma de la diferencia en el número de sitios polimórficos observados en la muestra A menos la estimación del polimorfismo esperado al cuadrado, todo lo cual se divide por la varianza . De manera similar, esta fórmula se aplica luego a la Muestra B (de otra especie) y luego se puede aplicar a la divergencia entre dos muestras de  especies . La suma de estas tres variables es el estadístico de prueba (X 2 ). Si el polimorfismo dentro de las especies A y B, y la divergencia entre ellos son todos independientes, entonces el estadístico de prueba debería caer aproximadamente en una distribución chi-cuadrado.
Para una explicación simple, sea D 1 = divergencia entre especies, o el número de diferencias fijas en el locus uno. De manera similar, D 2 = divergencia en el locus dos. Sea P 1 y P 2 = el número de sitios polimórficos en los loci uno y dos, respectivamente (una medida de polimorfismo dentro de las especies). Si no hay evolución direccional, entonces D 1 / D 2 = P 1 / P 2 .

## Ejemplo
Para estos ejemplos, la distancia entre los loci de dos especies se determina midiendo el número de sustituciones por sitio al comparar las dos especies. Luego, podemos calcular la tasa de mutación (cambios en la secuencia de ADN antes de la unidad de tiempo) si conocemos el tiempo transcurrido desde que las dos especies se separaron del ancestro común.
Una prueba que sugiere una evolución neutral: suponga que tiene datos de dos loci (1 y 2) en dos especies (A y B). El locus 1 muestra una gran divergencia y un alto polimorfismo en ambas especies. El locus 2 muestra baja divergencia y bajo polimorfismo. Esto puede explicarse por una diferencia neutra en la tasa de mutaciones en cada loci.

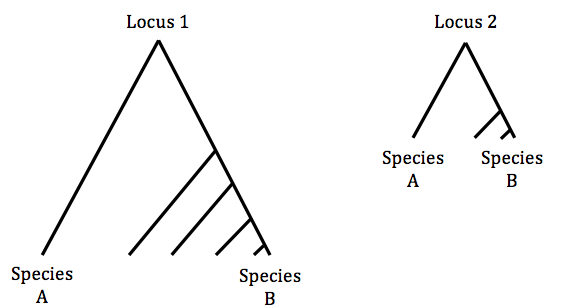
Ejemplo de evolución neutral - No Selección

Una prueba que sugiere selección: nuevamente suponga que tiene datos como en el último ejemplo, solo que esta vez el locus 2 tiene la misma divergencia que el locus 1 y, sin embargo, un polimorfismo menor en la especie B.En este caso, la tasa de mutación en cada locus es igual, entonces esto solo puede explicarse por una reducción en el tamaño efectivo de la población Ne de la especie B, que se infiere como un acto de selección.

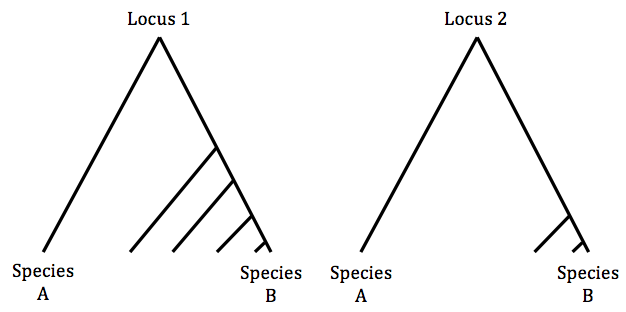
Ejemplo de evolución directa - Selección